# Sprang (vlechttechniek)

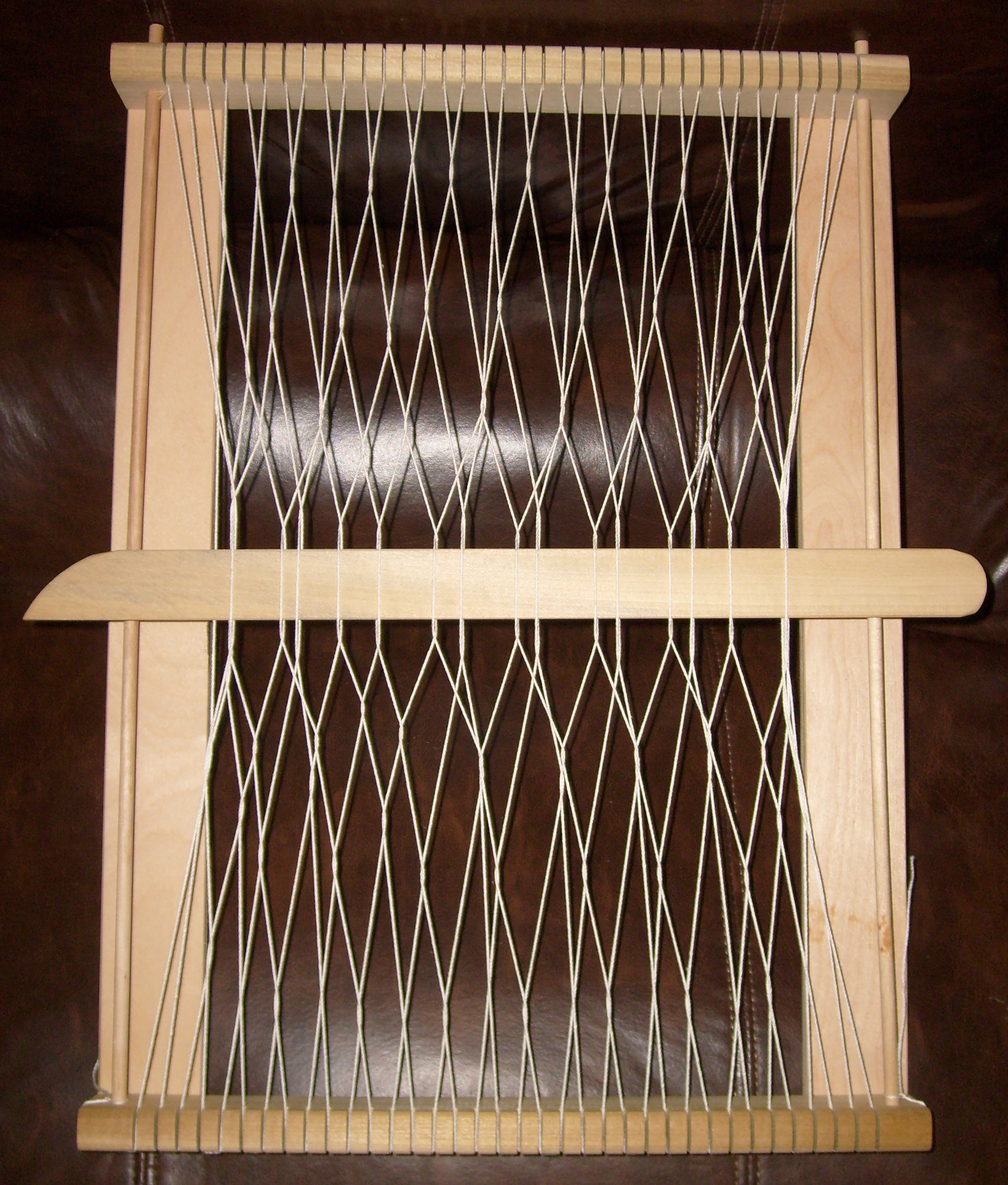
Een sprangwerk op een raam

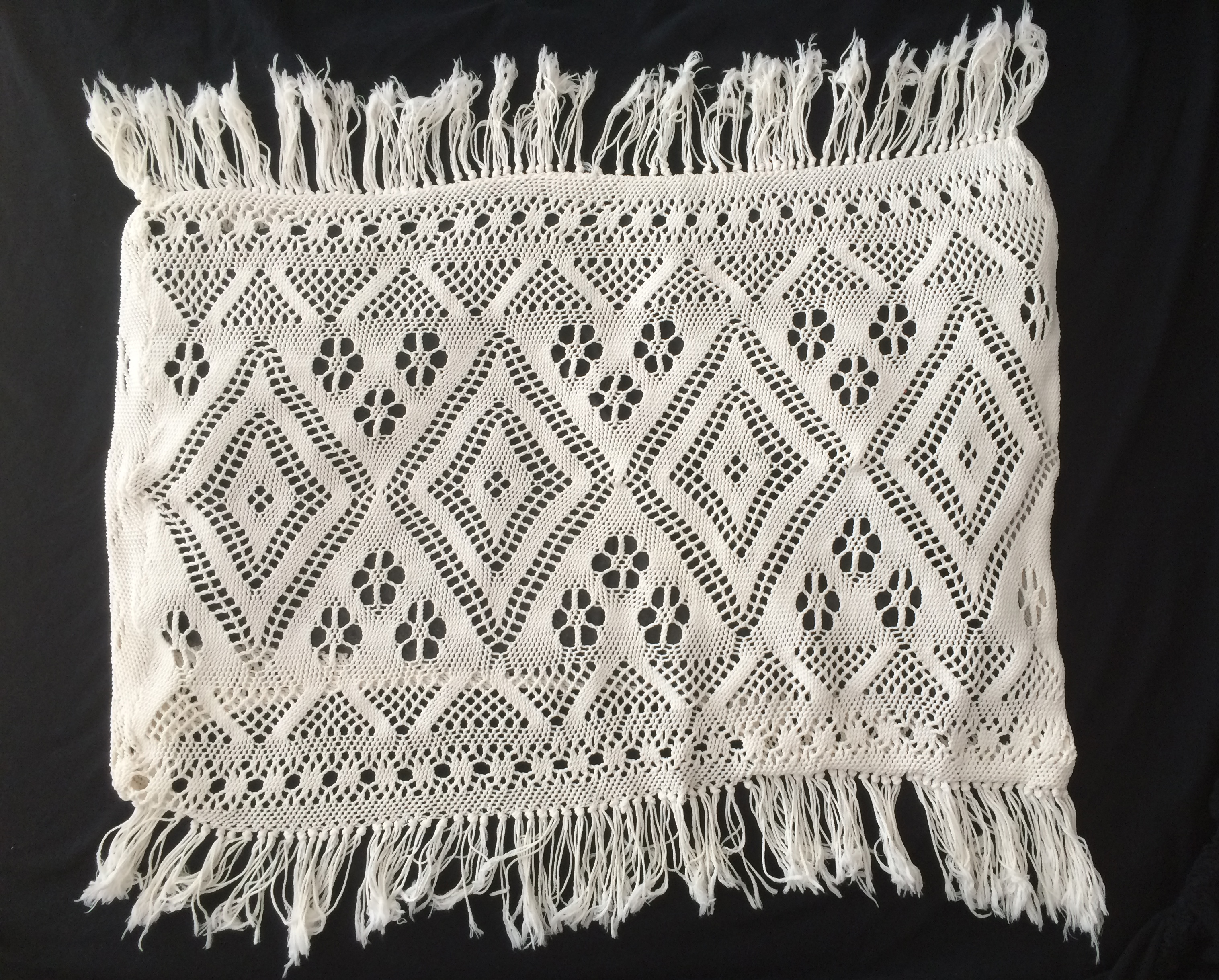
Kussenovertrek

Sprang is een vlechtvorm, de oudste manier van vlechten die men kent. In Europa zijn de oudste vondsten afkomstig van Deense veenlijken uit de bronstijd (1400 v.Chr.). Dit zijn ook de oudste textielvondsten uit Europa. Deze techniek is ouder dan de oudste weefsels. Op meerdere plekken op de wereld is deze techniek gebruikt, onder andere in Peru, Moldavië, Scandinavië en de Baltische staten. 
Eind 19e eeuw werden er in Egypte een aantal mutsen gevonden die in deze techniek waren gemaakt waardoor deze techniek ook wel bekendstaat als "Egyptisch vlechtwerk". In Europa spreekt men liever over sprang, een naam die in meerdere talen (Noors, Deens, Duits, Nederlands en Engels) gebruikt wordt en vrij vertaald "verspringen" betekent. Karakteristiek aan deze techniek is dat de draden aan twee punten vastzitten en in twee lagen zijn opgezet. Door de draden uit de verschillende lagen om elkaar heen te draaien ontstaat er een gevlochten textiel. In het midden van het werk wordt het afgehecht en uiteindelijk is de bovenkant altijd spiegelbeeldig aan de onderkant. 
Werkstukken in deze techniek zijn makkelijk te herkennen aan deze afhechtingslijn.
De techniek werd (en in sommige gevallen: wordt) gebruikt om de militaire- en gildesjerpen te maken maar ook mutsen, tassen, kousen en zelfs mantels en hangmatten. 
In Nederland is deze techniek zo goed als uitgestorven. Slechts een klein aantal kunstenaars die werken met textiele werkvormen kennen de techniek, maar vooral leeft de techniek nog binnen het wereldje van de levende geschiedenis. In het Archeon in Alphen aan den Rijn en het Historisch Openlucht Museum Eindhoven wordt bijvoorbeeld sprang voor het publiek gedemonstreerd. 
Een zeldzaam voorbeeld van prehistorisch sprang is de band waarmee het veenlijkje dat bekendstaat als het Meisje van Yde is gewurgd. Een door mevrouw C. Reijnders-Baas gemaakte replica van deze band is samen met het origineel te zien in het Drents Museum.
Er is een beperkt aantal boeken over deze zo goed als uitgestorven techniek:
- Fenny Nijman - Sprang Egyptisch vlechten
- Tine Abrahamsson - Sprang, een oude vlechttechniek
- E. Siewertsz van Reezema - Egyptisch vlechtwerk
- Peter Collingwood - The techniques of sprang (Engels)

Ook zijn er door de jaren heen meerdere artikelen verschenen over deze techniek in het tijdschrift 'handwerken zonder grenzen'.